# 승수효과
승수효과(乘數效果, fiscal multiplier)란 일정한 경제순환의 과정에서 어떤 부문 또는 어떤 기업에 새로이 투자가 이루어지면 그것이 유효수요의 확대가 되어 잇따라 파급되어, 사회 전체로서 처음의 투자 증가분(增加分) △I의 몇배나 되는 소득 증가 △Y를 초래하게 되는데 이 배율 △Y/△I를 승수라 하며 이 효과를 승수효과라 한다. 다시 말해서 정부나 민간기업이 새로 투자를 하면 그 일부는 임금으로 지불되고, 나머지는 생산재의 구입에 충당되어 그 관계자의 소득을 증가시킨다. 한편 생산재의 구입에 지불된 몫도 생산재 생산에 관계하는 사람들의 소득을 늘린다.

## 개요
multiplier and slope of AE curve
AE 곡선의 기울기가 승수효과를 결정함.
Real GDP (Y) = Changes in induced expenditure(N) + changes in autonomous expenditure (A)
Slope of AE curve = change (N) / change (Y)
Multiplier = change (Y) / change (A) = 1 / (1 - slope of AE curve)
경기 확장의 시작점에는 독립 지출의 증가가 발생한다. 총 계획 지출은 실질 GDP를 넘어서게 되고, 기업들은 생산과 재고를 늘리게 된다. 따라서 실질 GDP도 동반 상승하며 소득의 항상과 지출확대도 불러온다. 이러한 승수효과가 경기 확장을 촉진시킨다. 반면, 경기 후퇴기의 시작점에는 독립 지출의 감소가 발생한다. 실질 GDP가 총 계획 지출보다 커진다. 기업들은 재고가 증가하는 현상을 경험하고 생산을 축소하고 지출을 줄인다. 이것은 실질 GDP의 감소로 이어지며, 소득의 하락과 소비의 감소를 불어온다.

## 같이 보기
- 재정 정책
- 산업연관분석
- 케인스 경제학